# Holler (filme)
Holler é um filme de drama independente estadunidense de 2020, escrito e dirigido por Nicole Riegel. É estrelado por Jessica Barden, Becky Ann Baker, Pamela Adlon, Gus Harper e Austin Amelio. Paul Feig atua como produtor executivo sob sua produtora Feigco Entertainment.
Teve sua estreia mundial no Deauville American Film Festival em 8 de setembro de 2020. Foi lançado em 11 de junho de 2021, pela IFC Films.

## Sinopse
Uma jovem se junta a uma perigosa equipe de sucata para pagar sua passagem para a faculdade. Com seu objetivo em vista, ela percebe que o custo final para a educação é mais do que esperava e se vê dividida entre um futuro promissor e uma família que deixaria para trás.[carece de fontes?]

## Elenco
- Jessica Barden como Ruth
- Becky Ann Baker como Linda
- Pamela Adlon como Rhodna
- Gus Harper como Blaze
- Austin Amelio como Hark

## Recepção
O filme detém uma classificação de 91% de aprovação no Rotten Tomatoes, com base em 45 avaliações, com uma média ponderada de 7,10/10. O consenso crítico do site diz: "É difícil não ouvir ecos de histórias igualmente desesperadas, mas Holler as afoga com performances fortes e empatia palpável". No Metacritic, o filme tem uma classificação de 76 em 100, com base em 15 críticas, indicando "críticas geralmente favoráveis".